# Lil Uzi Vert
Symere Woods (født 31. juli 1995 i Philadelphia, USA) med kunstnernavnet Lil Uzi Vert er en rapper, sanger og sangskriver fra Philadelphia, USA. Lil Uzi Vert fik første gang opmærksomhed med sit mixtape “Lil Uzi Vert vs. The World”, som omfatter sange som Money Longer og Ps & Qs.
Lil Uzi Vert står bag flere hitsange, som førnævnte Money Longer, XO Tour Llif3, Erase Your Social, The Way Life Goes og Myron. Hans albums Luv is Rage 2 og Eternal Atake nåede begge en førsteplads på Billboard 200.[kilde mangler]
Lil Uzi Vert er kendt for sin interesse for anime og rummet.[kilde mangler] De fik i februar 2021 placeret en diamant i panden til en værdi af over 150 millioner kroner.[kilde mangler]